# 마거릿 매스터먼

마거릿 매스터먼(Margaret Masterman, 1910년 5월 4일 – 1986년 4월 1일)은 영국의 언어학자이자 철학자로서 컴퓨터 언어학, 특히 기계 번역 분야에서 선구적인 업적을 남긴 것으로 가장 잘 알려져 있다. 그녀는 Cambridge Language Research Unit을 설립했다.
마거릿 매스터먼은 1932년 철학자와 결혼했다. 그들은 아들 루이스 찰스(1937년생)와 딸 캐서린 루시(1940년생)를 두었다.
매스터먼은 1933~34년 비트겐슈타인 과정에 참여한 6명의 학생 중 한 명으로 그의 노트는 The Blue Book으로 편집되었다. 1955년에 그녀는 비공식 토론 그룹에서 그 당시 전산언어학의 주요 연구 센터로 성장한 Cambridge Language Research Unit (CLRU)을 설립하고 이끌었다. 그녀는 케임브리지 Newnham College 의 학생이었고 현대 언어와 도덕 과학(당시 철학이라고 불림)을 읽었다. Cambridge Language Research Unit 은 Adie's Museum이라는 작지만 아름다운 건물에 설립되었다. 이 건물에는 극동의 예술품이 보관되어 있었다. 작은 불교 조각품이 벽과 조각된 문에 세워져 있었다. 1953년부터 20년 동안 케임브리지의 공식 대학 구조 밖에서도 기계 번역, 컴퓨터 언어학, 양자 물리학에서 중요한 연구의 원천이었다.
언어 처리에 대한 매스터먼의 신념의 핵심은 언어의 일관성, 신호로서의 중복성을 반영해야 한다는 것이었다. 이 아이디어는 언어에 대한 오래된 "정보 이론" 관점에서 부분적으로 상속된 것이었다. 매스터먼에게 그것은 언어를 분석하는 프로세스가 반복적이고 중복되는 구조를 고려해야 하고 작가가 다른 언어로 같은 것을 계속해서 반복해서 말하는 것을 의미했다. 방법; 작성자가 그렇게 하는 경우에만 신호에서 모호성을 제거할 수 있다. 이것은 때때로 매스터먼으로 하여금 리드미컬하고 반복적인 운문에서 찾을 수 있는 실제적이고 명백한 중복성을 지나치게 강조하고, 우리가 올바르게 볼 수만 있다면 정상적인 영어도 이와 같다고 믿기 어려울 정도로 주장했다.
이것은 이후 몇 년 동안 매스터먼이 리듬, 강세, 호흡 그룹화 및 텍스트 및 이해 과정에 부과하는 경계에 할당한 핵심 역할로 이어졌다. 거칠게 말해서, 매스터먼의 주장은 언어가 적어도 부분적으로는 상당히 규칙적인 간격으로 호흡하는 생물에 의해 생성되기 때문에 언어가 있는 그대로라는 것이었다.
언어 처리에서 의미론의 중요성에 대한 매스터먼의 견해(매스터먼은 1951년과 1966년 사이 촘스키 구문론의 전성기에 계속 변호함)는 자체 구문. 이것들은 표면 텍스트에 대한 의미론적 패턴 일치에 대한 관련 주장과 함께 실제 프로그램에서 개발되었으며, 이로부터 매스터먼은 일부 Katzian 또는 Schankian 의미의 의미론적 원시적 존재에 대한 직접적인 신자라고 가정할 수 있다. 그녀는 제한된 하위 언어나 논리가 전체 언어의 역할을 수행하는 능력에 대해 너무 많이 비트겐슈타인적 회의론자였기 때문이다.

그녀의 지적 삶을 관통한 다른 두 가지 문제는 캠브리지에서 중국어로 대학 강사로 일했던 Michael Halliday가 CLRU의 동료였던 시기에 크게 빚지고 있다. 범주 및 그 기본 정의, 또는 의미 정보에 대한 구성 원칙으로서 구문의 역할 측면에서. 그녀는 Terry Winograd보다 훨씬 이전에 Halliday의 영향을 받은 최초의 AI 연구원이었다. 다시, 그녀는 비트겐슈타인이 이른바 진리의 그림 이론에서 씨름했던 문제를 경험적 방식으로 설명했다고 느꼈기 때문에 중국 표의 문자의 본질과 기능에 상당한 기간 동안 몰두했다. 이것은 그녀로 하여금 표의 문자 원칙의 일반성을 과장하게 했고, 영어가 의미 원자와 함께 매우 모호하고 사실상 어긋나지 않고 올바르게 보기만 하면 실제로 중국어와 비슷하다고 주장하는 것처럼 보였다. 당시 지배적인 언어적 또는 계산적 흐름에서 동정을 거의 또는 전혀 찾지 못한 견해였다.
1953년 그녀의 주요 창작물은 20년 동안 지속된 Cambridge Language Research Unit으로, 철학적 및 계산적 관점에서 언어에 관심이 있는 매우 이질적인 회원으로 구성된 비공식 토론 그룹에서 성장했다. 그 후, 건전한 철학적 기반을 가진 언어 처리 프로그램을 구축하려는 시도는 단위 작업의 독특한 특징이었다.
1965년, 마가렛 마스터먼은 런던에서 열린 제4차 국제 과학철학 콜로키움에서 "패러다임의 본질"이라는 작품을 읽었다. 토머스 쿤의 책, 《과학 혁명의 구조》 (1962)에 대한 상세한 텍스트 비평을 수행했으며, 그 책을 "과학적으로 명확하면서도 철학적으로 모호한" 것으로 특성화했다. 쿤을 "우리 시대의 뛰어난 과학 철학자 중 한 사람"으로, 그의 패러다임 개념을 "과학 철학의 기본 개념이자 새로운 개념"이라고 칭송했다. 그녀는 토머스 쿤이 "패러다임"이라는 개념을 모호하고 일관되지 않게 사용하는 것에 대해 비판하면서 이 개념이 메타패러다임, 사회학적 패러다임, 인공물 또는 구성 패러다임의 세 그룹으로 요약될 수 있는 최소 21가지 다른 의미로 사용된다는 점에 주목했다.